# Stade Thomas-Robinson
Pour les articles homonymes, voir Thomas Robinson.
 (mars 2025).
Le Thomas Robinson Stadium est un stade de football et d'athlétisme situé à Nassau, aux Bahamas.
Il a été nommé en l'honneur de Thomas Robinson, premier athlète des Bahamas à participer aux Jeux olympiques.

## Histoire
Utilisé principalement pour des matchs de football, le stade accueille la plupart des matchs de l'équipe des Bahamas. Il possède également une piste d'athlétisme. Il a une capacité de 15 000 sièges mais peut s'étendre à 30 000. Inauguré en 1981, il a été rénové en 2005 dans le but d'accueillir la Coupe caribéenne des nations de football et les Championnats d'Amérique centrale et des Caraïbes d'athlétisme. 
En 2014, la première édition des Relais mondiaux de l'IAAF se déroulent au  Thomas Robinson Stadium.

## Évènements
- Relais mondiaux 2014
- Relais mondiaux 2015
- Relais mondiaux 2017
- Relais mondiaux 2024